# Hernandia
- Commons
- Wikispecies

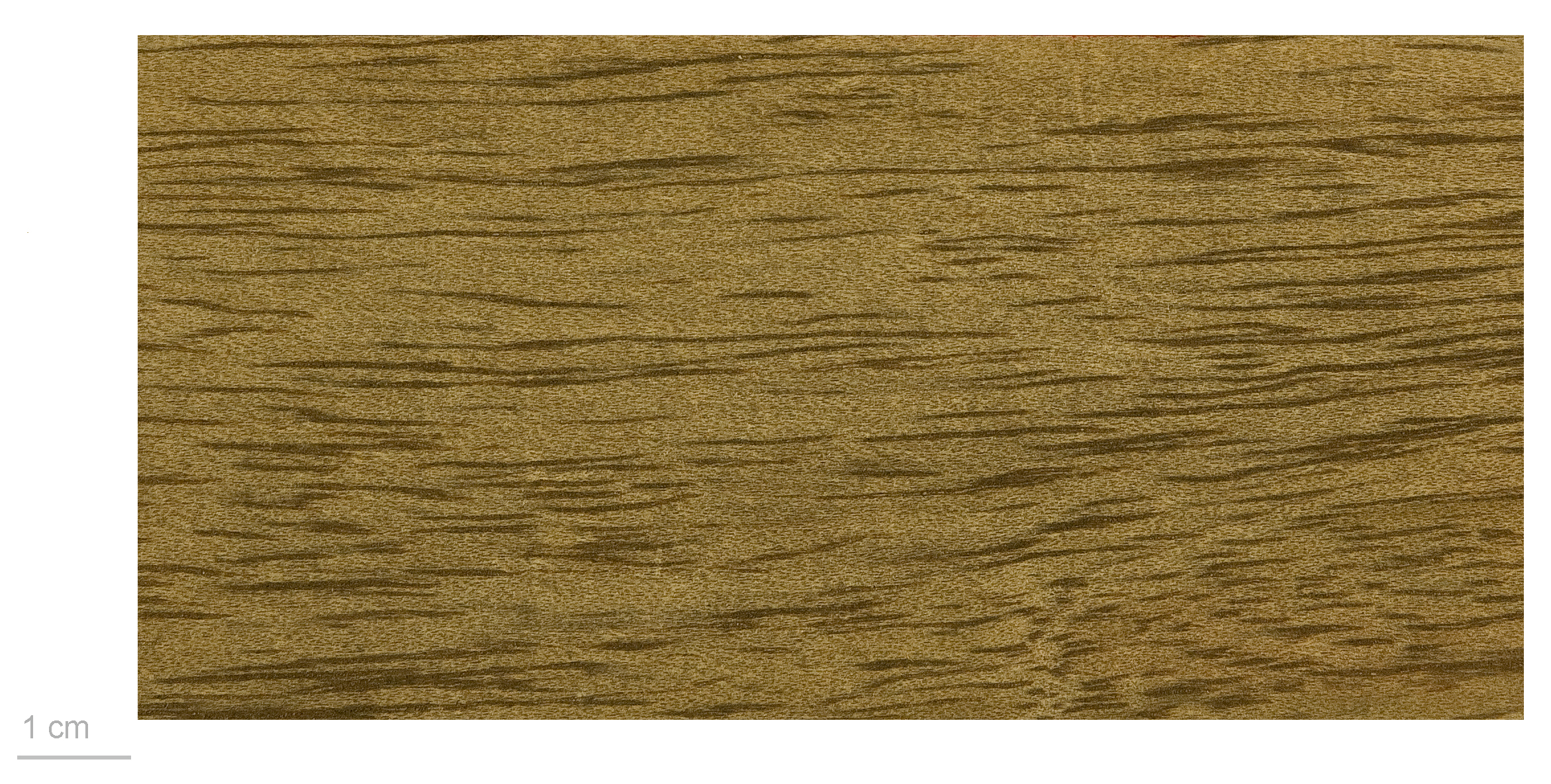
Hernandia cordigera - MHNT

Hernandia é um género botânico pertencente à família Hernandiaceae.

## Classificação do gênero
| Sistema | Classificação                    | Referência |
| ------- | -------------------------------- | ---------- |
| Linné   | Classe Monoecia, ordem Triandria | [ 1 ]      |